# 凡得瓦登猜想
在线性代数中，Van der Waerden猜想是一个关于积和式的命题，其具体内容如下：
| 对于任意的双轉移矩陣，其积和式的值大于等于{\displaystyle n!/n^{n}}。 |

注意到该下界在所有元素均为{\displaystyle 1/n}时成立。该猜想由Bartel Leendert van der Waerden在1926年提出，在1980年由B. Gyires，1981年由G. P. Egorychev和D. I. Falikman独立证明，其中Egorychev的证明用到了Alexandrov–Fenchel不等式。由于这项工作，Egorychev和Falikman赢得了1982年的Fulkerson奖。